# Vrapčje sjeme
Vrapčje sjeme (biserka, lat. Lithospermum), rod dvosupnica sa sedamdesetak vrsta jednogodišnjeg i dvogodišnjeg raslinja i trajnica iz porodice boražinovki. 
U Hrvatskoj raste pravo vrapčje sjeme ili ptičje proso (L. officinale), dok su neke vrste prebačene u druge rodove, to su Biserka sitnocvjetna pripada rodu buglozoides (Buglossoides tenuiflora),  modro vrapčje sjeme ili modra biserka u rod Aegonychon (Aegonychon purpurocaeruleum), bijela biserka ili livadno vrapčje sjeme u buglozoides (Buglossoides arvensis) kao i odebljala biserka (Buglossoides incrassata subsp. incrassata)

## Vrste
1. Lithospermum affine DC.
2. Lithospermum afromontanum Weim.
3. Lithospermum album (G.L.Nesom) J.I.Cohen
4. Lithospermum azuayense Weigend & Nürk
5. Lithospermum barbigerum (I.M.Johnst.) J.I.Cohen
6. Lithospermum berlandieri I.M.Johnst.
7. Lithospermum bolivariense Weigend & Nürk
8. Lithospermum calcicola B.L.Rob.
9. Lithospermum californicum A.Gray
10. Lithospermum calycosum (J.F.Macbr.) I.M.Johnst.
11. Lithospermum canescens (Michx.) Lehm.
12. Lithospermum caroliniense (J.F.Gmel.) MacMill.
13. Lithospermum chiapense J.I.Cohen
14. Lithospermum cinerascens (A.DC.) I.M.Johnst.
15. Lithospermum cinereum DC.
16. Lithospermum cobrense Greene
17. Lithospermum confine I.M.Johnst.
18. Lithospermum cuneifolium Pers.
19. Lithospermum cuzcoense Weigend & Nürk
20. Lithospermum decipiens (J.R.Allison) Weakley
21. Lithospermum discolor M.Martens & Galeotti
22. Lithospermum distichum Ortega
23. Lithospermum diversifolium DC.
24. Lithospermum dodrantale (I.M.Johnst.) J.I.Cohen
25. Lithospermum elenae Pat.-Sicil., J.I.Cohen & Zamudio
26. Lithospermum erythrorhizon Siebold & Zucc.
27. Lithospermum exsertum (D.Don) J.I.Cohen
28. Lithospermum flavum Sessé & Moc.
29. Lithospermum flexuosum Lehm.
30. Lithospermum gayanum (Wedd.) I.M.Johnst.
31. Lithospermum guatemalense Donn.Sm.
32. Lithospermum helleri (Small) J.I.Cohen
33. Lithospermum hirsutum E.Mey. ex DC.
34. Lithospermum incisum Lehm.
35. Lithospermum indecorum I.M.Johnst.
36. Lithospermum ireneae Pat.-Sicil., J.I.Cohen & Zamudio
37. Lithospermum jimulcense I.M.Johnst.
38. Lithospermum johnstonii J.I.Cohen
39. Lithospermum latifolium Michx.
40. Lithospermum leonotis (I.M.Johnst.) J.I.Cohen
41. Lithospermum leymebambense Weigend & Nürk
42. Lithospermum macbridei I.M.Johnst.
43. Lithospermum macromeria J.I.Cohen
44. Lithospermum matamorense DC.
45. Lithospermum mediale I.M.Johnst.
46. Lithospermum mirabile Small
47. Lithospermum molle (Michx.) Muhl.
48. Lithospermum muelleri I.M.Johnst.
49. Lithospermum multiflorum Torr. ex A.Gray
50. Lithospermum nelsonii Greenm.
51. Lithospermum notatum (I.M.Johnst.) J.I.Cohen
52. Lithospermum oaxacanum (B.L.Turner) J.I.Cohen
53. Lithospermum oblongifolium Greenm.
54. Lithospermum obovatum J.F.Macbr.
55. Lithospermum occidentale (Mack.) Weakley
56. Lithospermum officinale L.
57. Lithospermum papillosum Thunb.
58. Lithospermum parviflorum Weakley, Witsell & D.Estes
59. Lithospermum peruvianum DC.
60. Lithospermum pinetorum (I.M.Johnst.) J.I.Cohen
61. Lithospermum pringlei I.M.Johnst.
62. Lithospermum revolutum B.L.Rob.
63. Lithospermum rodriguezii Weigend & Nürk
64. Lithospermum rosei (I.M.Johnst.) J.I.Cohen
65. Lithospermum ruderale Douglas ex Lehm.
66. Lithospermum rzedowskii J.I.Cohen
67. Lithospermum scabrum Thunb.
68. Lithospermum strictum Lehm.
69. Lithospermum subsetosum (Mack. & Bush) Weakley
70. Lithospermum trinervium (Lehm.) J.I.Cohen
71. Lithospermum tuberosum Rugel ex DC.
72. Lithospermum tubuliflorum Greene
73. Lithospermum turneri J.I.Cohen
74. Lithospermum unicum (J.F.Macbr.) J.I.Cohen
75. Lithospermum virginianum L.
76. Lithospermum viride Greene

## Vanjske poveznice
|  | Zajednički poslužitelj ima još gradiva o temi Lithospermum |
|  | Wikivrste imaju podatke o taksonu Lithospermum             |